# Guess Who?

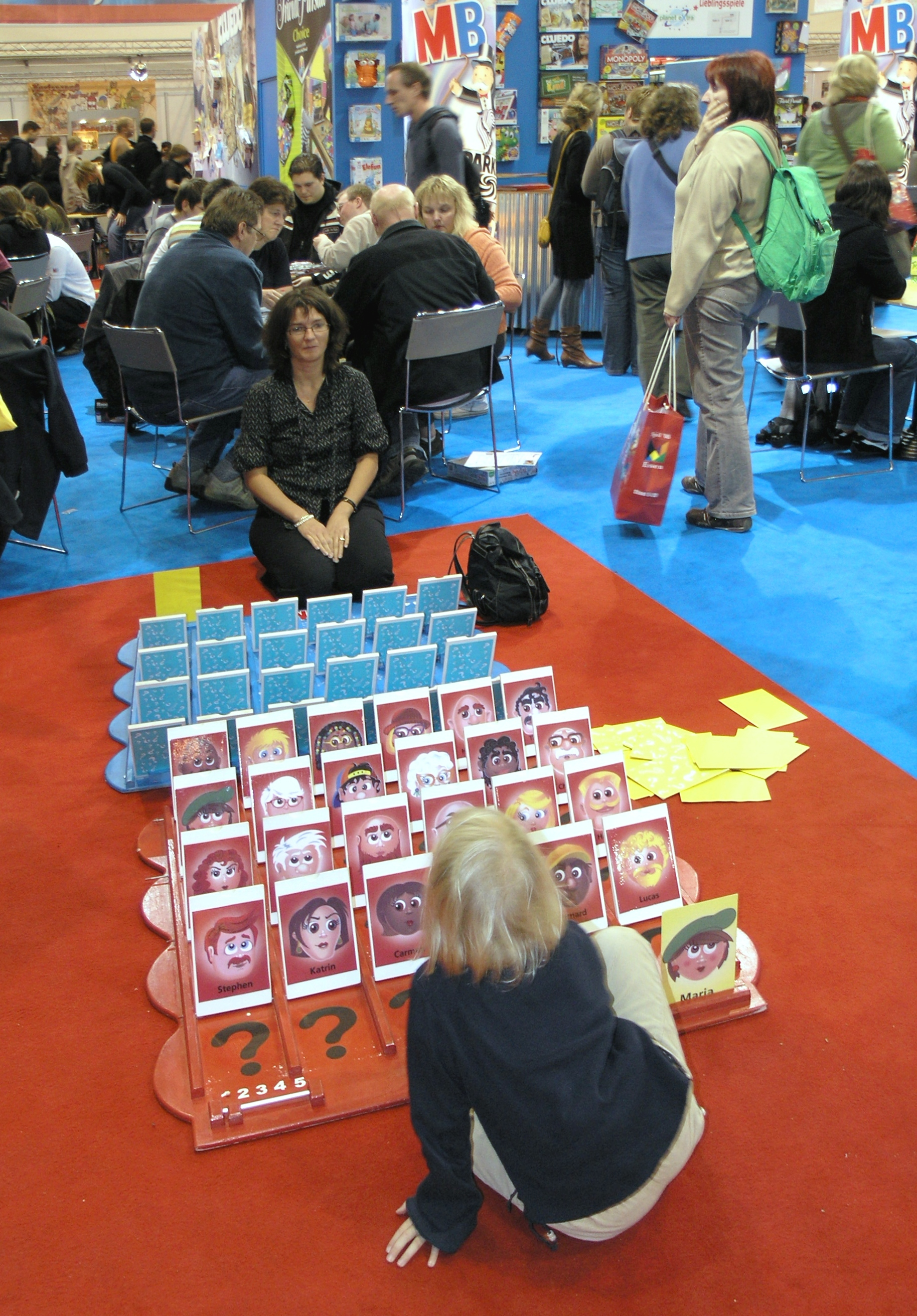
Dos personas jugando Guess Who?.

Guess Who? (Adivina quién en Hispanoamérica y ¿Quién es quién? en España) es un juego de adivinanzas para dos jugadores. Fue concebido y fabricado por primera vez por Milton Bradley en el año 1988 pero actualmente está fabricado y distribuido por Hasbro.

## Reglamento
Cada jugador dispone de un tablero idéntico que contiene 24 dibujos de personajes identificados por su nombre. El juego empieza al seleccionar cada jugador una carta al azar de una pila separada de cartas, que contiene las mismas 24 imágenes. El objetivo del juego consiste en ser el primero en determinar qué carta seleccionó el oponente. Esto se consigue haciendo una pregunta, una por turno, cuya respuesta puede ser sí o no, para eliminar candidatos.
Un ejemplo de pregunta es «¿Tiene bigotes tu personaje?». Cuando el oponente contesta la pregunta son eliminados los personajes que no cumplen el criterio y se tumban las tarjetas del tablero.